# Чепарій-Пеминтень
Чепарій-Пеминтень, Чепарій-Пеминтені (рум. Ceparii Pământeni) — село у повіті Арджеш в Румунії. Адміністративний центр комуни Чепарі.
Село розташоване на відстані 148 км на північний захід від Бухареста, 45 км на північний захід від Пітешть, 114 км на північний схід від Крайови, 96 км на південний захід від Брашова.

## Населення
За даними перепису населення 2002 року у селі проживали 611 осіб, з них 610 осіб (99,8%) румунів. Рідною мовою 610 осіб (99,8%) назвали румунську.